# Eduardo Robledo
Eduardo Robledo Oliver (Iquique, Chile, 26 de julio de 1928-Mascate, Omán, 6 de diciembre de 1970) fue un futbolista chileno. Jugaba como defensa por la Izquierda, y es uno de los más notable jugadores en los años 50 en el equipo de Newcastle United. Era hermano del futbolista Jorge Robledo.
Según las crónicas deportivas, "Ted" –como se le conocía en tierras británicas- nunca tuvo el talento ni la fama de su hermano Jorge. De hecho, fue gracias a este que pudo defender la camiseta del Newcastle United durante dos temporadas, ya que los ejecutivos del club, interesados en los goles de su hermano Jorge, lo contrataron sin nunca haberlo visto jugar.

## Biografía
Eduardo Robledo nació en Iquique. Es hijo de madre inglesa y de padre chileno. Él emigró con su familia a la edad de 4 años hacia Inglaterra, a la ciudad de Bradford, Yorkshire en 1932, Por la inestibilidad política que ocurría en Chile en esos años.
Eduardo Robledo empezó a jugar por el equipo Barnsley F.C. en 1946, donde comenzó a jugar fútbol profesionalmente, junto con su hermano Jorge.
Después de jugar tres temporadas por el Barnsley F.C. un 27 de enero de 1949, fue adquirido por el poderoso equipo de ese entonces, el Newcastle United, Newcastle estaba solamente interesada en la firma de su hermano Jorge, pero el no firmaría si no lo hacía su hermano Eduardo.
La mayoría de las apariciones de los hermanos Robledo para el Newcastle United vino en la Temporada de 1951-1952. Eduardo Robledo jugó para Newcastle hasta el final de la Temporada 1952-1953, cuando lo vendieron a Colo-Colo.
Siempre a la sombra de "George", Eduardo pese a todo aún es recordado en los anales de la institución, donde jugaba como mediocampista. Desde esa posición festejó el título de liga de 1952. Al año siguiente, ya de vuelta en Chile, se coronó campeón defendiendo a Colo-Colo y fue seleccionado chileno Copa Mundial de Fútbol Brasil de 1950. Ese año, el Municipal de Iquique le rindió a los Robledo un multitudinario homenaje. 
Es entonces cuando comienza la segunda parte de la vida de Eduardo Robledo, ya alejado de las canchas, donde siempre fue eclipsado por Jorge. De aquí en adelante comienza también el período más misterioso de su existencia.
Si ya eran poco claros los antecedentes acerca de la vida de Jorge post-fútbol, lo que se decía y conjeturaba sobre Ted alcanzaba ribetes de película de James Bond. De hecho, la “historia oficial’’ rezaba que Eduardo había sido asesinado en un barco, en aguas africanas. La razón: su condición de agente de inteligencia de la Corona británica. El asunto, para la gran mayoría, tenía que ver con algo podrido, como drogas, contrabando, o algo por el estilo. No menos sombrías eran otras versiones, que atribuían su desaparición al alcohol, la jarana o incluso a una bella bailarina de flamenco.
Lo cierto –si es que se pueden establecer certezas en esta historia- es que estos datos no son del todo falsos. Una vez más, la última palabra la tiene el periodista Francisco Mouat. El cuento es más o menos así: un mes después de que Mouat publicase una crónica en la revista El Sábado sobre los hermanos Robledo, en febrero del 2004, encontró una carta manuscrita sobre su escritorio. Su remitente era nada menos que la viuda de Eduardo, Carmen Calé, una exbailarina de danzas españolas. La misiva dio pie para que el reportero publicara en marzo del 2004 una segunda crónica, en la cual intentaba despejar las dudas sobre el porvenir de Ted, a la luz de los datos aportados por su viuda.
Según dicho artículo, la carrera futbolística de Eduardo Robledo no terminó en Chile. Después de casarse con Carmen Calé en 1956, volvió a Inglaterra para jugar dos temporadas por el Notts County de Nottingham. De ahí pasó a desempeñarse como técnico electrónico, su segunda profesión, en la NASA. Decepcionado por su bajo sueldo, volvió tiempo después a dedicarse al fútbol, pero esta vez como entrenador del Once Municipal, un equipo de El Salvador. Esto fue en 1965.
Sus últimos trabajos estuvieron vinculados con la industria petrolera, con la que logró cierta estabilidad, ayudando a levantar torres de extracción en África y Brasil. Fue contratado entonces por la Internacional Drilling Co., una compañía norteamericana de barcos petrolíferos en el Golfo Pérsico. En eso estaba Robledo, cuando, en diciembre de 1970, fue invitado por el capitán alemán Hans Besseinich para pasar cuatro días en un crucero de placer por el Golfo de Omán. Debía estar de vuelta en Dibbah, pero nunca regresó.
Hasta hoy no se sabe con seguridad qué pasó en ese barco. Se efectuó un juicio en Inglaterra, el cual constató que el 5 de diciembre de 1970 Eduardo cenó con el capitán y después jugó cartas con él y otros tripulantes. También se estableció que Besseinich  había mentido inicialmente, afirmando que Robledo nunca se había embarcado en esa nave. Aun cuando otros testigos desmintieron al capitán, este quedó en libertad y la muerte de Ted quedó archivada como “un accidente’’.

## Clubes
| Club             | País       | Año       |
| ---------------- | ---------- | --------- |
| Barnsley         | Inglaterra | 1946-1948 |
| Newcastle United | Inglaterra | 1948-1953 |
| Colo-Colo        | Chile      | 1953-1955 |
| Notts County     | Inglaterra | 1956-1958 |

- Datos: Q7693674
- Multimedia: Eduardo Robledo / Q7693674